# Jiří Nekvasil (voják)
Jiří Nekvasil (* 24. dubna 1948 Benešov) je bývalý československý a český voják, v letech 1993–1998 náčelník Generálního štábu Armády České republiky.

## Život
Vystudoval Vojenské technické učiliště v Liptovském Mikuláši a kariéru v armádě započal v roce 1969 jako technik raketového komplexu středního dosahu. Po studiu na Akademii protivzdušné obrany v Tveru (v té době Kalinin) v Sovětském svazu se stal velitelem raketové brigády v Pezinku. V letech 1988–1990 absolvoval Vorošilovovu akademii. V roce 1993 byl jmenován náčelníkem Generálního štábu. V této funkci se podílel na transformaci Armády České republiky a na její přípravě k začlenění do vojenských struktur NATO. Byly vytvořeny nové operační stupně velení a brigáda rychlého nasazení. Armáda se pod jeho velením zapojila do operace Severoatlantické aliance IFOR v Bosně a Hercegovině vysláním mechanizovaného praporu. Do výslužby odešel v hodnosti generálplukovníka.
Po ukončení vojenské kariéry pracoval na ministerstvu zahraničí. V letech 2000–2004 byl velvyslancem České republiky v Gruzii.
Dne 8. května 2022 jej prezident Miloš Zeman povýšil do hodnosti armádního generála ve výslužbě.